# Feller (Familienname)
Feller ist ein Familienname.

## Namensträger
- Adolf Feller (1879–1931), Schweizer Unternehmer
- Albert Feller (1888–1966), Schweizer Industrieller
- Alfred Christian Feller (* 1950), deutscher Pathologe
- Andreas Feller (* 1968), deutscher Kommunalpolitiker und Oberbürgermeister
- Anke Feller (* 1971), deutsche Leichtathletin
- Beat Feller (* 1955), Schweizer Bildhauer und Objektkünstler
- Carlos Feller (1922–2018), argentinischer Opernsänger in der Stimmlage Bass
- Carsten Feller (* 1966), deutscher Hochschulmanager, Ministerialbeamter und Politiker (SPD)
- Dieter Feller (* 1942), deutscher Fußballspieler
- Dorothee Feller (* 1966), deutsche Verwaltungsjuristin, Politikerin (CDU) und Landesministerin
- Elisabeth Feller (1910–1973), Schweizer Unternehmerin und Kunstmäzenin
- Erwin Feller (1911–1991), deutscher Politiker
- Frank Feller (* 2004), deutscher Fußballtorhüter
- Franz Josef Feller (1773–1834), deutscher Kaufmann, Schreiber und Bürgermeister
- Friedrich Ernst Feller (1802–1859; Pseudonym Eugen Haag), deutscher Pädagoge und Autor
- Georg Feller (1906–1993), deutscher Gewerkschafter, Widerstandskämpfer und Kommunalpolitiker
- Gerd Udo Feller (* 1943), deutscher Schauspieler
- Harald Feller (Diplomat) (1913–2003), Schweizer Diplomat
- Harald Feller (Musiker) (* 1951), deutscher Organist und Musikwissenschaftler
- Jakob Feller (1917–2015), deutscher Politiker (CVP, CDU)
- Jerrel Feller (* 1987), niederländischer Leichtathlet
- Joachim Feller (1638–1691), deutscher evangelischer Theologe und Professor für Poesie
- Josef Feller (1839–1915), bayerischer Mundartdichter, Buchhändler und Verleger
- Jules Feller (1859–1940), belgischer Romanist und Wallonist
- Kai Feller (* 1971), deutscher evangelischer Pastor
- Karel Feller (1898–1991), tschechoslowakischer Fußballspieler
- Linda Feller (* 1966), deutsche Country- und Schlagersängerin
- Lisa Feller (* 1976), deutsche Schauspielerin und Comedian
- Manuel Feller (* 1992), österreichischer Skirennläufer
- Margit Bartfeld-Feller (1923–2019), israelische Schriftstellerin
- Marianne Streiff-Feller (* 1957), Schweizer Politikerin (EVP)
- Marla Feller, US-amerikanische Neurowissenschaftlerin
- Maurizio Feller (* 1974), italienischer Skirennläufer
- Naomie Feller (* 2001), französische Fußballspielerin
- Olivier Feller (* 1974), Schweizer Politiker (FDP)
- Paul Feller (Unternehmer) (Adolph Emil Paul Feller; 1866–1954), deutscher Luftschiffbauer
- Paul Feller (Fotograf) (?–nach 1927), deutscher Fotograf mit Atelier in Hannover
- Paul Feller (Priester) (1913–1979), französischer Priester und Unteroffizier
- Paul Feller (Sportler) (1918–2004), luxemburgischer Fußballspieler und Trainer bei Stade Dudelange
- Ricardo Feller (* 2000), schweizerischer Automobilrennfahrer
- Richard Feller (1877–1958), Schweizer Historiker
- Sébastien Feller (* 1991), französischer Schachspieler
- Siegfried Feller (* 1958), deutscher Kommunalpolitiker (CDU/CSU)
- Stefan Feller (* 1958), Polizeiberater der Vereinten Nationen
- Theodor Feller (1836–1903), deutscher Lehrer, Autor und Bergsteiger
- Thorsten Feller (* 1973), deutscher Schauspieler
- Victor Feller (1923–1997), luxemburgischer Fußballspieler
- William Feller (1906–1970), US-amerikanischer Mathematiker
- Willy Feller (1905–1979), deutscher Politiker (KPD)
- Wolf Feller (1930–2014), deutscher Journalist, Fernsehdirektor des BR